# Détermination épigénétique chez les abeilles
La détermination épigénétique chez les abeilles  (Apis mellifera) gouverne le développement d'individus de phénotypes différents à partir de larves identiques au point de vue génétique. Les différents patrons de développement sont déterminés par des mécanismes épigénétiques, eux-mêmes influencés par des signaux environnementaux et intrinsèques. Ces mécanismes modifient l'expression de plusieurs gènes en apportant des changements héréditaires sur l'état moléculaire de l'ADN. Les changements dans l'activité des gènes conduisent à de profondes modifications aux niveaux physiologique, morphologique et comportemental.

## Polyéthisme des abeilles

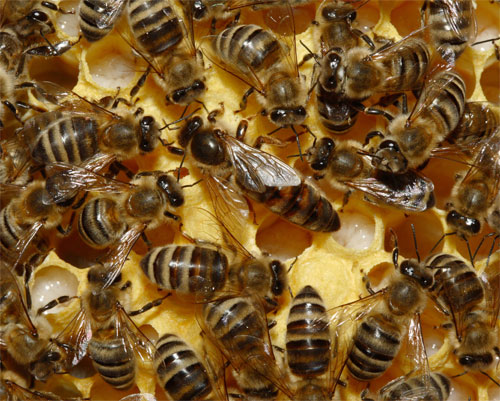
Reine et abeilles ouvrières entourées du couvain

Les abeilles sont des insectes eusociaux formant des colonies dans lesquelles on retrouve deux types de division du travail : le polyéthisme des castes (ou polyphénisme) et le polyéthisme d'âge. Le polyéthisme des castes se produit entre les abeilles ouvrières et la reine et constitue une forme de division reproductive du travail. Les abeilles ouvrières sont des femelles stériles tandis que la reine est la seule femelle fertile de la colonie, produisant plus de 2000 œufs par jour. La reine, en plus de ses ovaires fonctionnels, a une taille supérieure à celle des ouvrières et une espérance de vie au moins 20 fois plus longue. Le polyéthisme d'âge se produit entre les abeilles ouvrières et fait référence à la division des tâches reliées à la croissance et au développement de la colonie. Ainsi, nous retrouvons dans une colonie d'abeilles deux sous-castes d'abeilles ouvrières : les nourrices et les butineuses. L'appartenance d'une abeille à une sous-caste ou à l'autre dépend entre autres de son âge. Après éclosion, une larve d'ouvrière devient immédiatement une abeille nourrice, et ce, pour une période de 2 à 3 semaines, après quoi elle deviendra obligatoirement une abeille butineuse. Le moment exact de transition vers le phénotype d'abeille butineuse est cependant flexible et déterminé selon une forme de régulation sociale. L'abeille appartient normalement à la sous-caste de butineuse jusqu'à sa mort, mais la réversibilité de la transformation est possible en fonction des besoins de la colonie . Les abeilles butineuses se spécialisent finalement pour la collecte du pollen ou du nectar. Cette spécialisation est caractérisée par des changements comportementaux et des modifications morphologiques au niveau des appendices.

## Épigénétique
Le polyphénisme observé chez les abeilles n'est pas d'origine génétique car tous les individus femelles chez Apis mellifera possèdent un ADN identique. Les chemins alternatifs empruntés dans le développement sont expliqués par l'épigénétique ,. L'épigénétique est la discipline de la biologie qui étudie les changements d'activité des gènes qui sont transmis au fil des divisions cellulaires ou des générations sans faire appel à des mutations de l'ADN. Autrement dit, l'épigénétique sélectionne, en fonction de facteurs environnementaux et génomiques, la façon dont le génotype est utilisé pour créer un phénotype. Il a été déterminé qu'environ le cinquième des gènes du cerveau chez la reine et l'ouvrière sont exprimés différemment . Ceci résulte en de nombreuses différences observables aux points de vue physiologique, morphologique, comportemental. La régulation épigénétique facilite l'intégration de signaux environnementaux et intrinsèques en utilisant des processus enzymatiques hautement conservés dans l'évolution, tels que l'ADN méthyltransférase et les histones désacétylase .

## Mécanismes épigénétiques chezApis mellifera

### Méthylation de l'ADN

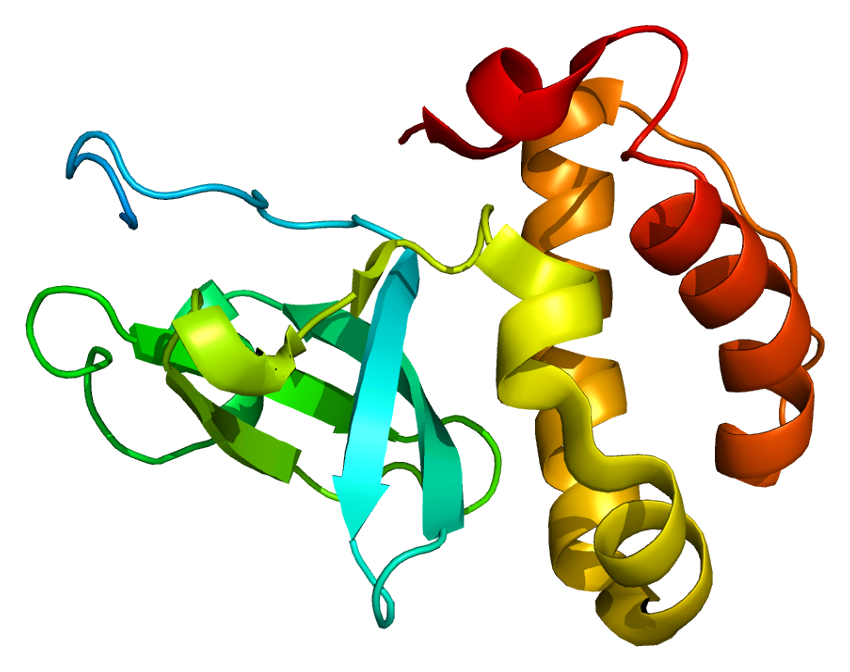
Structure protéique de l'enzyme ADN méthyltransférase 3 (DNMT3)

La méthylation est une modification chimique de l'ADN par l'attache ou la substitution d'un groupe méthyle sur certaines bases nucléiques. Cette modification est effectuée par l'enzyme ADN méthyltransférase (DNMTs). Les recherches sur la méthylation de l'ADN chez Apis mellifera ont démontré que celle-ci se produit uniquement sur les cytosines des dinucléotides CpG et presque toujours sur les parties codantes de l'ADN, les exons . Au total, 70 000 cytosines sont méthylées sur 10 millions de sites CpG et la méthylation de l'ADN a lieu sur 5854 gènes. Des différences sont observées dans le patron de méthylation de 550 gènes entre reine et ouvrière . En règle générale, une faible méthylation se traduit par une forte expression du gène, tandis qu'une forte méthylation apporte une réduction de l'activité du gène. Il est intéressant de noter que les gènes méthylés chez l'abeille ne sont pas des gènes spécifiques à l'espèce, mais plutôt des gènes constitutifs, conservés à travers les espèces et embranchements . Ces gènes sont exprimés de façon omniprésente dans de nombreux tissus et impliqués dans des processus métaboliques de base, essentiels à la survie. Il s'agit de gènes d'entretien, activés en permanence, et qui ne sont donc pas soumis à la régulation cellulaire. Le degré d'implication des gènes constitutifs varie au cours du développement ou en fonction des conditions environnementales. Ils sont par conséquent plus sensibles à la variation du contexte que les gènes régulés . Les différentes castes possèdent leur propre patron de méthylation et il en est de même pour les différentes sous-castes. En retirant toutes les abeilles nourrices de l'essaim, des abeilles butinières sont reconverties en abeilles nourrices afin de combler le manque dans cette fonction. Par séquençage au bisulfite (WBGS) du génome cérébral, il a été noté que ce changement de fonction était accompagné d'une modification dans le patron de méthylation : les butinières reconverties présentent les mêmes méthylations que les jeunes nourrices . La différenciation d'une abeille nourrice en abeille butineuse (ou parfois l'inverse) implique des modifications dans l'activité des glandes endocrines, dans le métabolisme, dans le statut de nutrition, dans de système de l'horloge circadienne, dans l'activité neurochimique et dans la chimie et la structure du cerveau . Cette transition d'une sous-caste à l'autre implique des modifications dans l'expression de plus d'un millier de gènes du cerveau, dont certains sont connus pour leur association à des changements aux niveaux métabolique, physiologique et neural .
L'épissage alternatif relié à la transcription de l'ADN en ARNm est également un processus important dans la détermination du phénotype. L’existence d'isoformes protéiques a été confirmée entre les différentes castes  et sous-castes  pour plusieurs gènes. La plupart des gènes sujets à l'épissage alternatif sont également des gènes démontrant des méthylations (ou déméthylations). Il est suggéré que la méthylation soit utilisée afin de mémoriser quel isoforme est exprimé selon le phénotype .

### Modification des histones
La modification des histones est un autre mécanisme épigénétique agissant de pair avec la méthylation de l'ADN . Un des composés retrouvé dans la gelée royale, le phénylbutyrate, est connu comme étant un inhibiteur des histones désacétylases (HDAC). Les histones désacétylases catalysent la perte de groupement acétyle sur la queue N-terminale d'un histone, résultant en une chromatine plus compacte et une baisse d'expression génétique. Il a été démontré que les HDAC jouent un rôle épigénétique critique au niveau du gène mrjp3 dans les glandes mandibulaires et hypopharyngiennes chez les nourrices. Lorsque celles-ci sont nourries avec des HDAC, le traitement a pour effet d'altérer le ratio de certaines protéines (MRJP) produites dans ces glandes, ce qui conduit à une augmentation significative de la taille du corps des larves de reines .

## Intégration des signaux épigénétiques
L'état épigénétique d'une cellule, ou épigénome, est déterminé en fonction des conditions environnementales, spatiales et temporelles. Les stimuli environnementaux ont pour effet d'altérer l'état épigénétique du génome. Ils affectent l'expression des gènes en modifiant les patrons de méthylation et de modification des histones . En changeant la façon dont le génome est utilisé, ces éléments contextuels peuvent conduire à de profonds modifications au niveau du métabolisme et du comportement.

### La gelée royale

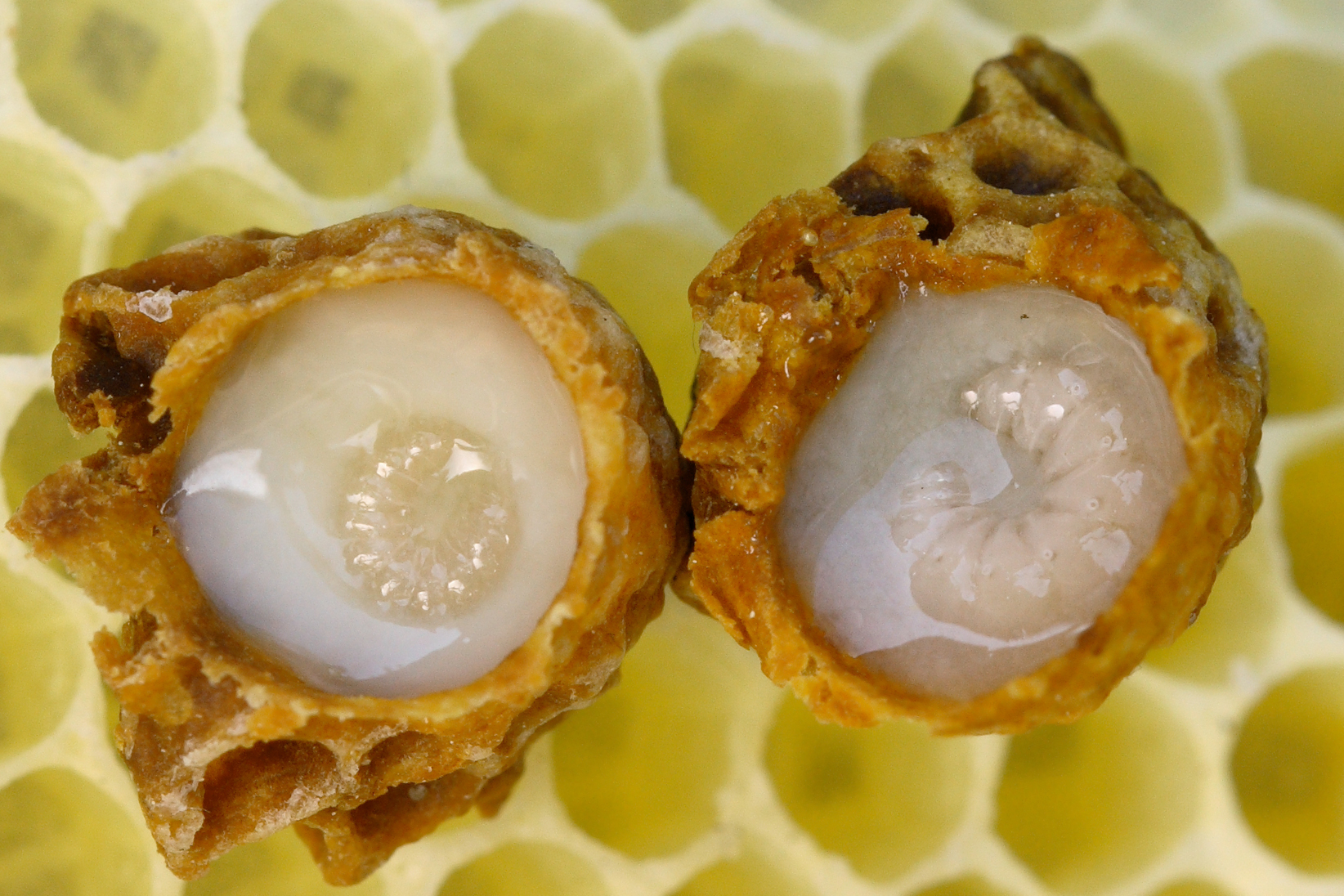
Larves de reines Apis mellifera flottant dans la gelée royale

Pour la larve d'abeille, le type d'alimentation reçu est l'élément déterminant du parcours alternatif de développement entre reine ou ouvrière . Lorsqu'une larve est destinée à devenir reine, celle-ci est exclusivement nourrie de gelée royale, une substance sécrétée par le système glandulaire céphalique (glandes hypopharyngiennes et mandibulaires) des abeilles nourrices. Les larves ouvrières sont nourries avec cette même gelée durant les trois premiers jours suivant l'éclosion, après quoi les nourrices leur fournissent un mélange de gelée royale, de pollen et de miel. La suppression en laboratoire de la synthèse de l'enzyme ADN méthyltransférase (DNMT 3) chez les larves nourries pour devenir ouvrières produit le même effet sur celles-ci que l'absorption de gelée royale. La larve se développe en reine fertile avec des ovaires complètement formés . Cette réalisation est une démonstration directe que la gelée royale fournit l'information nécessaire pour créer et maintenir l'état épigénétique nécessaire pour générer une reine. L'enzyme DNMTs étant nécessaire à la méthylation de l'ADN chez l'abeille, la gelée royale apporte vraisemblablement des substances influençant le mécanisme épigénétique de méthylation. La gelée royale est constituée d'eau (60 % à 70 %), de sucre (10 % à 12 %), de lipides (3 % à 7 %), de protéines (12 % à 15 %), de vitamines de sel et d'acides aminés libres. Parmi les protéines retrouvées dans la gelée royale, 90 % d'entre elles font partie du groupe de protéines nommées MRJPs (major royal jelly proteins). Ces protéines sont produites par un groupe de 9 gènes appartenant à la famille yellow gene. Plusieurs fonctions sont remplies par cette famille de gènes chez les insectes telles que la pigmentation, le développement et la maturation sexuelle. Les gènes codant ces protéines sont fortement exprimés dans les glandes mandibulaires des abeilles nourrices, mais pas chez les butineuses . Deux de ces protéines, MRJP 1 (royalactine) et la MRJP3, ont été ciblées pour jouer un rôle dominant dans le polyphénisme.
La royalactine (MRJP 1) compte pour 44 % à 48 % des protéines solubles présentes dans la gelée royale. Purifiée et testée en laboratoire, elle active le récepteur cellulaire EGFR (facteur de croissance épidermique) qui est au cœur de nombreuses réactions cellulaires. Ce récepteur influe sur l'expression de plusieurs gènes via diverses enzymes, dont l'enzyme kinase p70 S6, qui favorise la croissance du corps, l'accélération de son développement et la production de l'hormone juvénile. L'hormone juvénile participe à l'augmentation du volume des ovaires. La royalactine déclenche les mêmes changements lorsque testée sur des drosophiles . La production de cette protéine jouerait un rôle clé dans la modification du comportement chez l'abeille.
La MRJP 3 compte pour 12 % des protéines solubles présentes dans la gelée royale. Elle est une protéine très polymorphique jouant un rôle important dans la régulation de la fonction immunitaire. Le remodelage de la chromatine par l'activité des histones désacétylases activerait l'épissage alternatif pour la protéine MRJP 3 (isoformes 68 kDa et 64 kDa). Ce changement dans l'expression du gène mrjp3 aurait une influence sur l'augmentation de la croissance du corps de la reine lors de son développement.

### Réseau d'interactions
Le réseau d'interactions dirigeant le développement alternatif entre reine et abeille représente une cascade complexe d'évènements . La nourriture ingérée est détectée par l'épithélium du canal alimentaire et métabolisée dans le corps gras. Des signaux sont ensuite envoyés au cerveau via la voie de signalisation de l'insuline, résultant en la libération de l'hormone juvénile par le corps allate (glande endocrine). Le niveau d'hormone juvénile est élevé chez la larve de reine et faible chez la larve d'ouvrière. Le niveau de méthylation, quant à lui, est élevé chez la larve d'ouvrière et faible chez la reine. Ce réseau d’interactions résume l'implication qu'a l'intégration du signal épigénétique de nutrition sur le développement de patrons d'expression conduisant à des phénotypes distincts.

### Régulation sociale
Le polyéthisme d'âge chez les butineuses est également associé à l'intégration de signaux épigénétiques. Ces signaux sont plutôt reliés à des facteurs de régulation sociale au sein de la colonie tels que la démographie des sous-castes et l'émission de phéromones. Cette régulation sociale a des répercussions sur certains facteurs physiologiques tels que l'hormone juvénile, la vitellogénine et sur l'expression de gènes tels que foraging (for) et malvolio (mvl) . Un changement dans l'expression de ces gènes jouerait un rôle majeur sur les modifications observées au niveau du comportement. La quantité d'hormone juvénile produite par les glande mandibulaires des butineuses est beaucoup plus élevée que dans celle observée chez les nourrices. Lorsque cette glande est retirée, le changement de sous-caste est retardé et le métabolisme ralentit, de sorte que l'abeille a de la difficulté à soutenir un vol normal .

## Implication des études épigénétiques chez l'abeille pour l'humain
Les mammifères possèdent également des mécanismes leur permettant de stocker de l'information épigénétique contrôlant l'état héritable de l'expression génétique. L'approfondissement des notions concernant l'influence qu'ont les signaux environnementaux sur la plasticité phénotypique chez les insectes eusociaux améliorera notre compréhension des bases de la reprogrammation épigénétique chez l'humain, notamment en lien avec la nutrition et la plasticité comportementale.